# Progne murphyi
La golondrina peruana o golondrina negra peruana (Progne murphyi), es una especie que integra el género Progne, de la familia Hirundinidae. Esta ave se distribuye en el centro-oeste de América del Sur. Es una especie infrecuente, y poco conocida, por lo que su estado de conservación es «Vulnerable». 

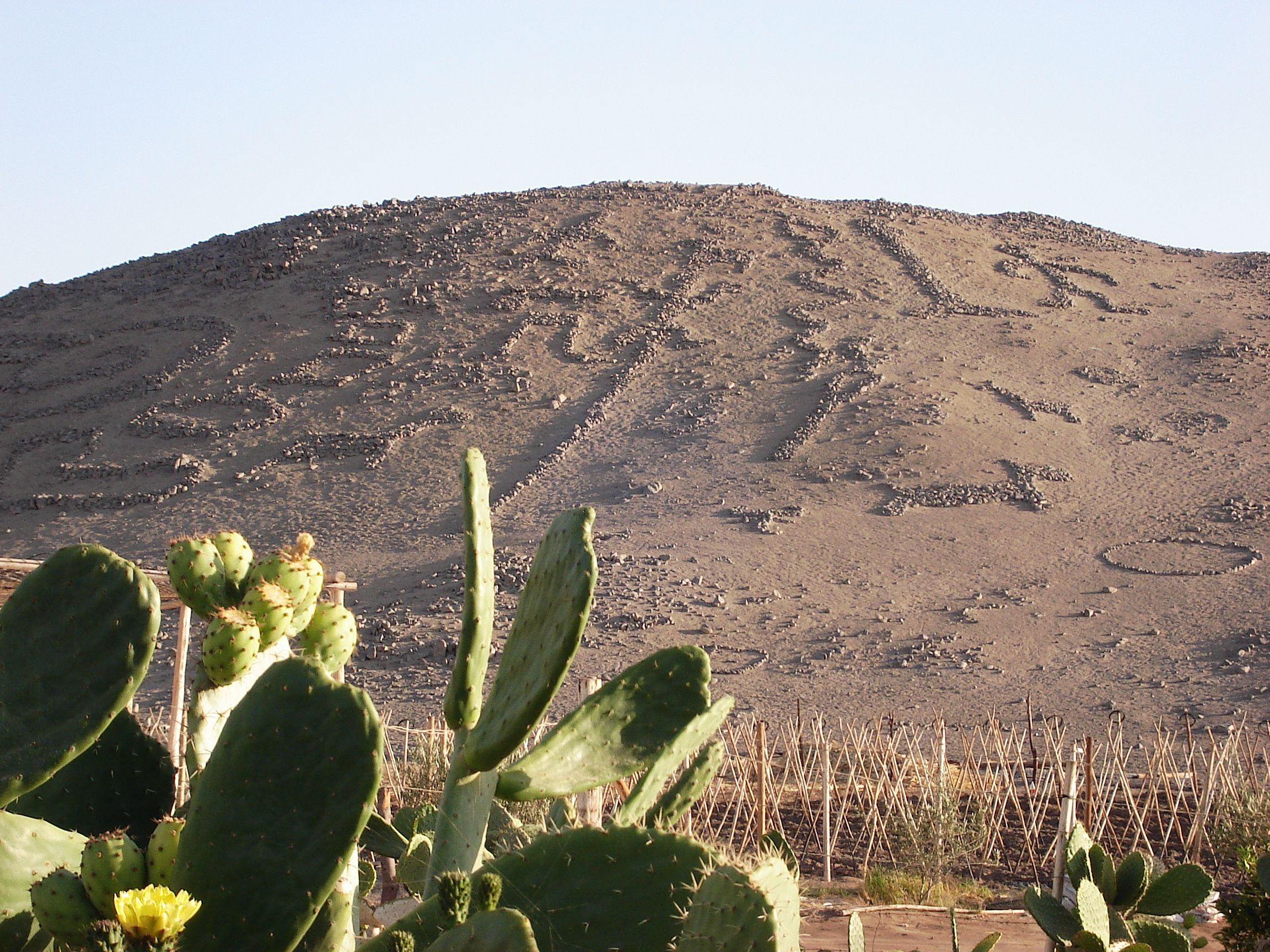
El valle de Azapa, en el norte de Chile; el hábitat de esta especie.

## Distribución y hábitat
Se extiende desde por las regiones costeras del océano Pacífico, desde el noroeste del Perú hasta el extremo norte de Chile.
En el PerúSe la ha registrado en: Talara, en San Damián en Áncash, en Mejía en Arequipa, y en las islas Chao y Corcovado, ambas pertenecientes a la reserva nacional Sistema de Islas, Islotes y Puntas Guaneras.
En ChileSe la registró solamente en la Región de Arica y Parinacota, en Arica, en el valle de Lluta, y en el valle de Azapa.
Habita en oasis en valles y quebradas rodeadas de áreas desérticas.

## Ecología
Se sabe muy poco sobre su biología y ecología. Se alimenta de insectos que captura en vuelo. Se cree que anidan en agujeros en acantilados, árboles o edificios, aunque las colonias descubiertas presentan sus nidos construidos en paredones de piedra o barrancas salitrosas. Realiza localmente movimientos post-reproductivos, lo que hace que en el sur del Perú se incrementan sus números entre enero y abril.

## Taxonomía
Esta especie monotípica fue descrita originalmente por Frank Chapman en el año 1925, bajo el mismo nombre científico. Su localidad tipo es: «cerca de Talara, costa del noroeste del Perú».
Durante buena parte del siglo XX, fue considerada por algunos autores una subespecie de Progne modesta.
Según algunos autores forma una superespecie con Progne modesta, Progne subis, Progne dominicensis, Progne cryptoleuca, Progne chalybea, Progne elegans, y Progne sinaloae.

## Conservación
Es una especie infrecuente, y poco conocida, por lo que su estado de conservación es «Vulnerable». Su población muestra una tendencia decreciente. Los avistamientos han sido sólo en un número muy reducido de localidades, y por lo general se ven sólo pequeñas bandadas. Es por esta razón que se estima un total poblacional bajo, con números que van desde un mínimo de 3500 a un máximo de 15 000 individuos adultos.